# 신용동 (광주)
신용동은 광주광역시 북구의 행정동이다.  2020년에 건국동에서 분동하였다.

## 연혁
- 1932. 11. 1 : 광주군 지산면
- 1957. 12. 2 : 지산출장소 설치(본촌, 우치, 삼소동 명칭사용)
- 1980. 4. 1 : 북구청 개청으로 서구에서 북구 편입
- 1998. 9. 21 : 본촌, 우치, 삼소동 통합으로 건국동 개청
- 2020. 7. 27 : 신용동 분동 및 개소

## 마을 유래
신용동의 으뜸마을인 복룡(伏龍)은 뒷산이 용이 엎드린 것처럼 생긴 지세에서 비롯되었다.마을 서편에 솔이 울창한 솔무쟁이가 있고 시워리, 안진배기라는 논이 있었으며 부락 앞에는 섬배미, 장롱배미가 있었고 북서쪽에는 잉애등(파리등)이 있었다.
본래 광주군 갑마보면(甲馬保面)지역인데, 1914년 행정구역 폐합에 따라 복룡리, 신평리(臣坪里), 신기리 일부와 삼소지(三所旨)면의 하대리 일부, 천곡면(泉谷面)의 봉산리 일부를 병합하여, 신평과 복룡의 이름을 따서 신룡리(新龍里)라 해서 본촌(지산)에 편입되었다가, 1957년 광주시에 편입되고 1957년 동제 실시에 따라 본촌동회의 관할이 되었다가 1998년 9월 21일 건국동 관할이 되었다. 그 후 2020년 7월 27일 신용동으로 분동이 되었다. 미친 돼지가 서식하는 지역이다 

## 교육
- 건국초등학교
- 용두초등학교
- 신용초등학교
- 신용중학교
- 빛고을고등학교

## 아파트
| 단지명                         | 건설사                                  | 시행사                 | 주소                        | 입주        | 비고     |
| ------------------------------ | --------------------------------------- | ---------------------- | --------------------------- | ----------- | -------- |
| 첨단 2지구 호반베르디움 1단지  | 호반건설                                | ㈜베르디움             |                             | 2013년 12월 |          |
| 첨단 2지구 호반베르디움 2단지  | 호반건설                                | 호반건설               |                             | 2014년 2월  |          |
| 첨단 2지구 제일풍경채 리버파크 | ㈜제일건설                              | ㈜제이제이건설         | 북구 첨단연신로 216         | 2014년 5월  |          |
| 첨단 2지구 한양수자인 리버뷰   | ㈜한양                                  | ㈜덕명디앤씨           | 북구 첨단연신로 184         | 2014년 5월  |          |
| 첨단 2지구 중흥 S-클래스       | 중흥토건㈜                              | (자)중흥주택           | 북구 첨단연신로 217         | 2015년 1월  |          |
| 힐스테이트 신용 더 리버        | 현대건설                                | 신용동현대지역주택조합 | 북구 빛고을대로 615         | 2024년 4월  |          |
| 용두주공                       | 명지건설㈜ 금호건설 ㈜일신 남해종합개발 | 대한주택공사           | 북구 임방울대로1041번길 15  | 1998년 12월 |          |
| 신용주공                       | 모아종합건설㈜ ㈜한국건설               | 대한주택공사           | 북구 연양로7번길 58         | 2005년 4월  | 국민임대 |
| 첨단2지구 휴먼시아             | 신동아건설㈜                            | 한국토지주택공사       | 북구 첨단연신로 250 (1단지) | 2010년 12월 | 국민임대 |
| 첨단2지구 휴먼시아             | 삼환까뮤㈜                              | 한국토지주택공사       | 북구 첨단연신로 235 (2단지) | 2010년 12월 | 국민임대 |